# Tachlovice
Tachlovice jsou obec v okrese Praha-západ, kraj Středočeský, rozkládající se 16 km jihozápadně od centra Prahy. Větší část Tachlovic leží na jižním svahu směřujícím k Radotínskému potoku; část statků se nachází i na pravém břehu potoka. Obec zaujímá rozlohu 636 ha a žije v ní 950 obyvatel.
Tachlovice jsou členem Svazku obcí region Jihozápad a vstupní branou do oblasti Karlštejnska. Nedaleko se nalézá lom Velká Amerika.

## Historie
První zmínku o obci nalezneme v historických pramenech v roce 1234.

### Územněsprávní začlenění
Dějiny územněsprávního začleňování zahrnují období od roku 1850 do současnosti. V chronologickém přehledu je uvedena územně administrativní příslušnost obce v roce, kdy ke změně došlo:
- 1850 země česká, kraj Praha, politický okres Smíchov, soudní okres Unhošť[4]
- 1855 země česká, kraj Praha, soudní okres Unhošť
- 1868 země česká, politický okres Smíchov, soudní okres Unhošť
- 1893 země česká, politický okres Kladno, soudní okres Unhošť[5]
- 1939 země česká, Oberlandrat Kladno, politický okres Kladno, soudní okres Unhošť[6]
- 1942 země česká, Oberlandrat Praha, politický okres Kladno, soudní okres Unhošť[7]
- 1945 země česká, správní okres Kladno, soudní okres Unhošť[8]
- 1949 Pražský kraj, okres Praha-západ[9]
- 1960 Středočeský kraj, okres Beroun
- 1974 Středočeský kraj, okres Praha-západ[10]
- 2003 Středočeský kraj, obec s rozšířenou působností Černošice

### Rok 1932
V obci Tachlovice (929 obyvatel, poštovní úřad, katol. kostel) byly v roce 1932 evidovány tyto živnosti a obchody: holič, 4 hostince, 2 koláři, konsum Včela, 2 krejčí, 2 mlýny, obuvník, 9 rolníků, řezník, sedlář, 5 obchodů se smíšeným zbožím, stavitel, švadlena, 3 trafiky, 3 truhláři, zámečník.

## Osobnosti
- Ignác Vondráček (1819–1887), podnikatel v uhelném průmyslu na Ostravsku, moravský zemský poslanec

## Rozvoj obce
V obci jsou zavedeny všechny běžné inženýrské sítě (plynovod, vodovod, kanalizace). Průběžně pokračuje výstavba několika nových domů a bytových jednotek. Byla zprovozněna část budovaného sportovního areálu s tenisovými kurty a zbývá dokončit fotbalové hřiště se zázemím. 28. října 2011 byla k výročí 125 let otevření základní školy v Tachlovicích slavnostně otevřena nová budova mateřské školy se dvěma třídami.

## Doprava
Dopravní síť
- Pozemní komunikace – Obcí prochází silnice II/101 v úseku Radotín - Tachlovice - Rudná.
- Železnice – Železniční trať ani stanice na území obce nejsou. Nejblíže obci ve vzdálenosti 2 km leží železniční stanice Nučice na železniční trati 173 Praha Smíchov - Rudná u Prahy - Beroun. Území obce protíná železniční vlečka z Nučic do lomů Mořina.

Veřejná doprava 2019
- Autobusová doprava – V obci měly zastávky příměstské autobusové linky 309 Praha,Zličín - Choteč - Praha,Nádraží Radotín (v pracovních dnech 9 spojů) a 310 Praha,Zličín - Nučice, Prokopská náves - Rudná,zdravotní středisko (denně mnoho spojů, většina ukončena v Nučicích). Dopravce těchto linek je Arriva Střední Čechy.

## Památky v obci

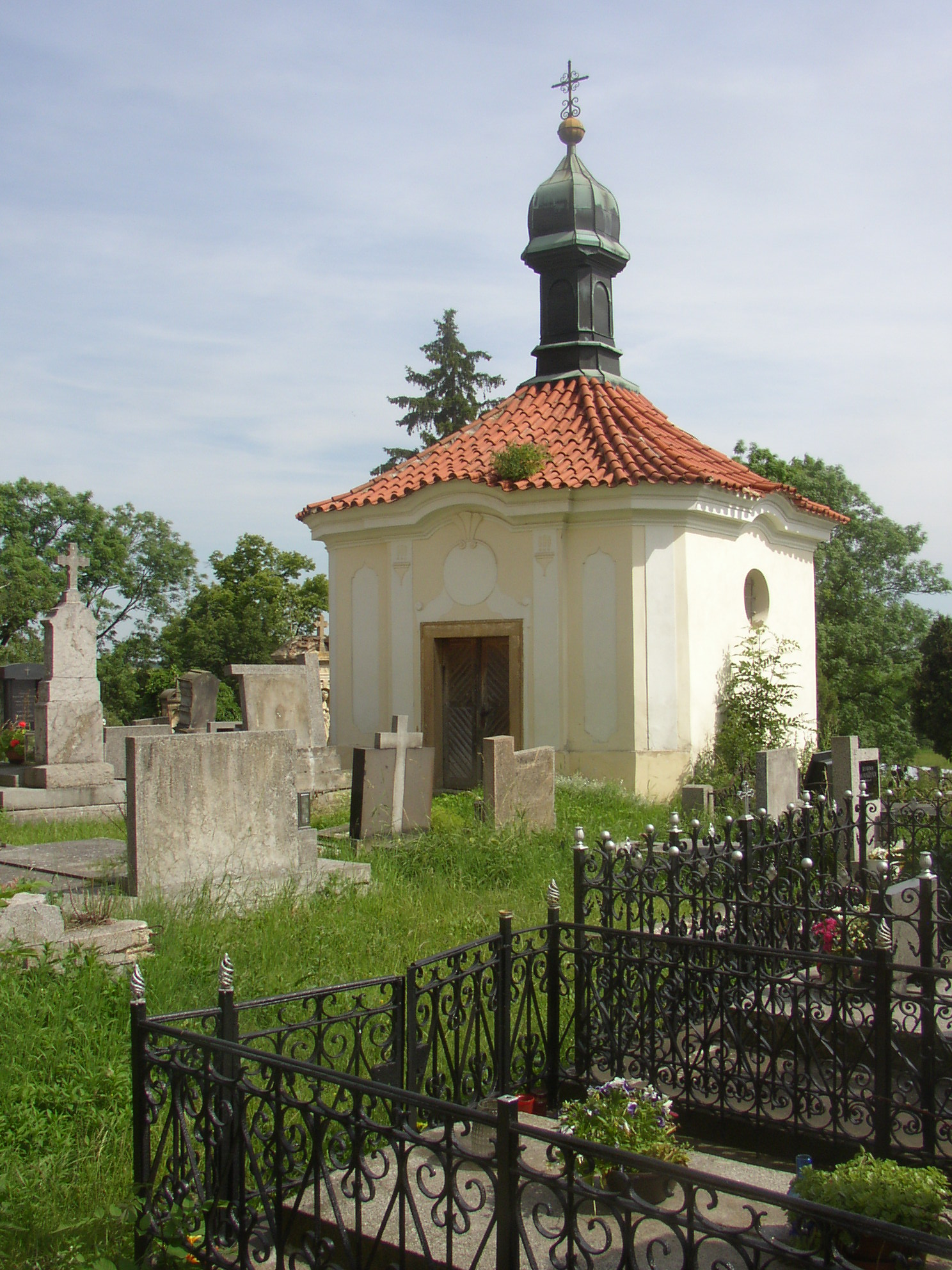
Hřbitovní kaple

- Barokní kostel sv. Jakuba Většího z roku 1742
- Hřbitovní kaple z roku 1745
- Bývalá fara

## Symboly obce
- Prapor – čtvrcený list, kde horní žerďové pole je bílé s červenou svatojakubskou mušlí, dolní žerďové pole černé, horní vlající pole zelené, dolní vlající pole žluté. Poměr šířky k délce listu je 2 : 3.
- Znak - V zeleném štítě vyrůstá z černé paty se stříbrným vlnitým břevnem stříbrná vrba se zlatými listy. Přes kmen vrby červená svatojakubská mušle držená v zobácích dvěma přivrácenými zlatými kuřaty.

## Zajímavosti
- V blízkosti obce roste památný strom Tachlovická vrba – vrba bílá (Salix alba), jedna z největších svého druhu v Čechách, s obvodem kmene 665 cm.
- Tachlovický trojúhelník – automobilové závody Memoriál Jana Horáka, které patří do celorepublikové soutěže závodu veteránů. Akci pořádá Veterán Car Club Tachlovice.
- Tachlovická hrouda - pravidelná roční akce (již od roku 2012) v prezentaci traktorů, zemědělské techniky, orby apod. Akci pořádá spolek Veterán traktor Tachlovice, o.s.
- Obec (spolek Topas) vydala stolní kalendář s fotografiemi obce, které vyfotografovali sami občané.
- Obec za přispění občanů zorganizovala výsadbu tzv. Dědečkova sadu, kde každý občan měl možnost si zvolit a zasadit svůj strom, a dostal k němu rodný list stromu a tabulku se jménem připojenou ke stromu.
- V roce 2009 obec oslavila 775 let od první písemné zmínky (14. července 1234).

## Další fotografie

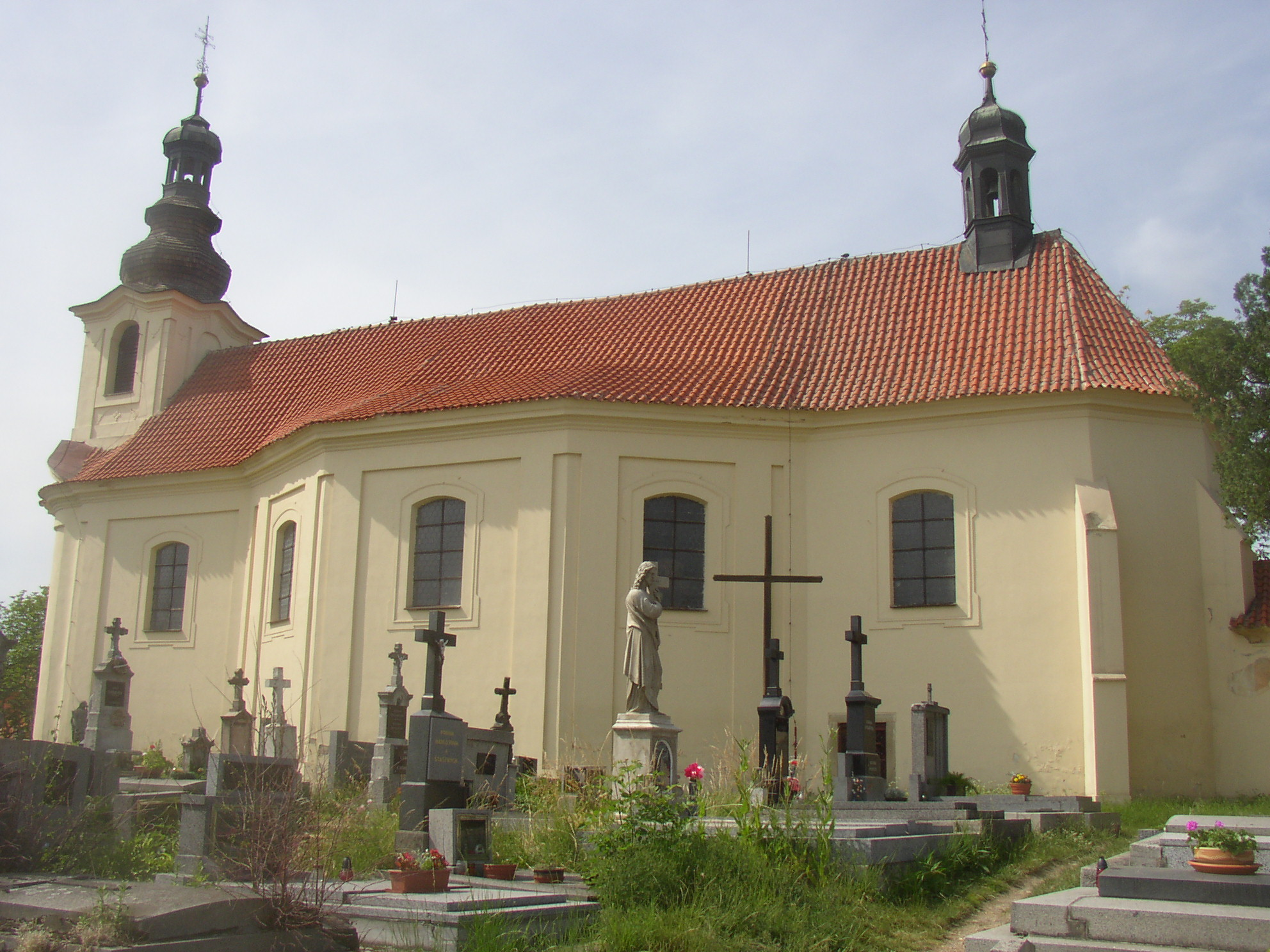
Kostel sv. Jakuba, boční pohled
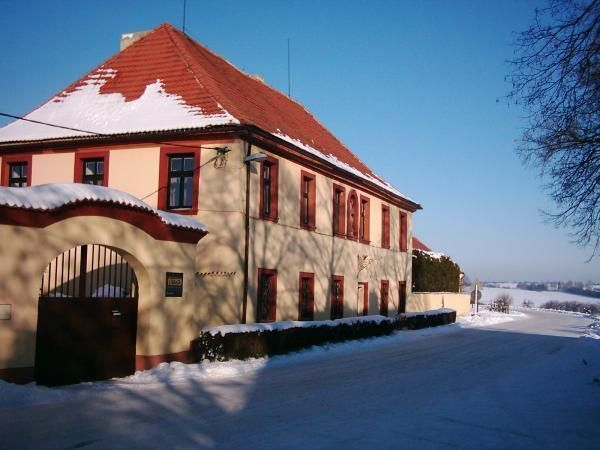
Bývalá fara
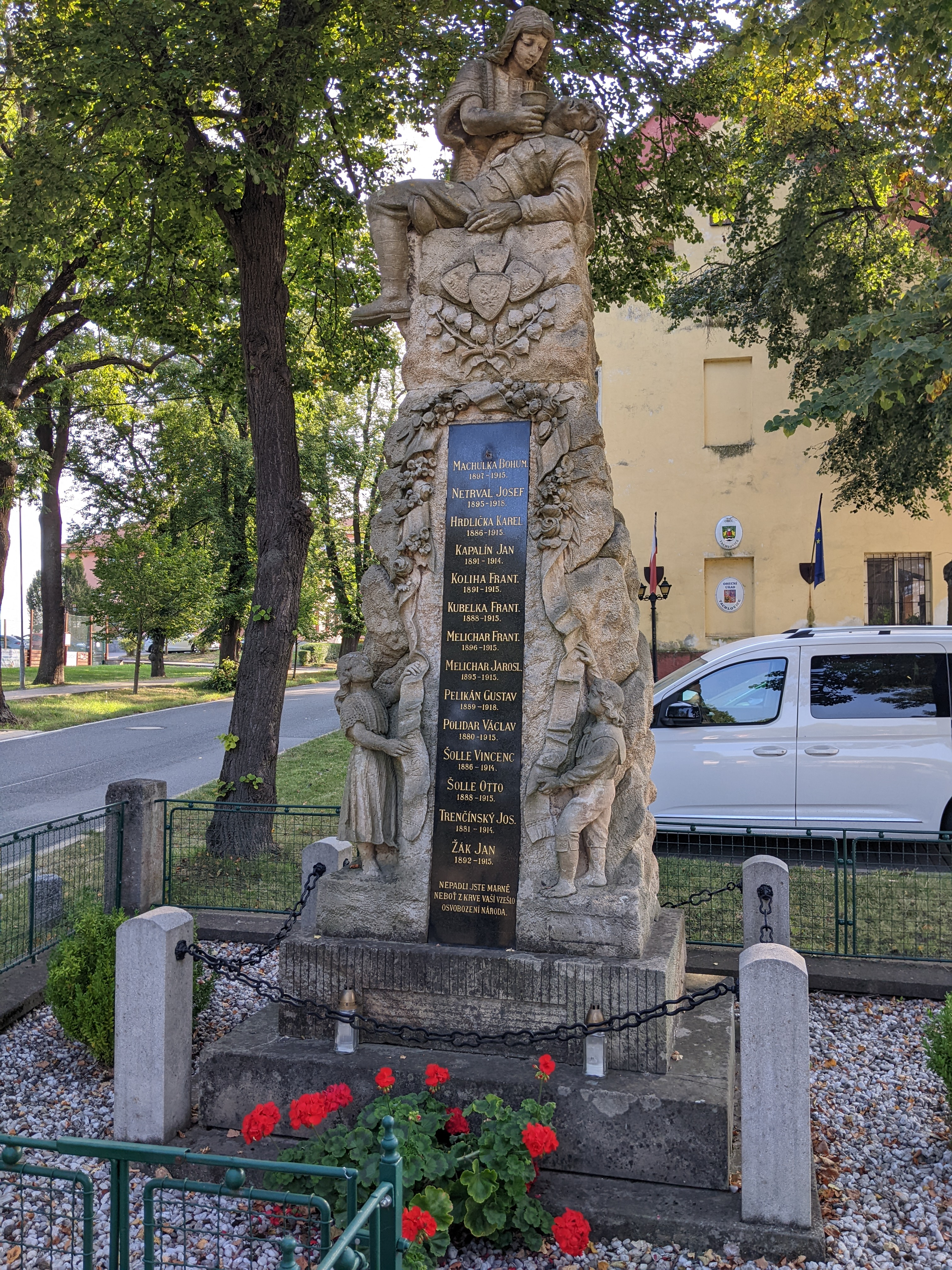
Pomník padlým v první světové válce